# Протагор
Протаго́р (др.-греч. Πρωταγόρας, ок. 485 до н. э. — ок. 410 до н. э.) из Абдер — древнегреческий философ, виднейший представитель софистов. В числе их родоначальников, один из старших софистов. Также его относят к скептикам и материалистам; первый видный мыслитель, впоследствии отнесенный к атеистам - хотя в действительности он был агностиком. Приобрёл известность благодаря преподавательской деятельности в ходе своих многолетних странствий.
Протагору принадлежит знаменитый тезис «Человек есть мера всех вещей».

## Биография
Протагор родился около 490 года до н. э. во фракийском городе Абдеры. Согласно античной традиции в молодости работал носильщиком. Когда Протагор нёс вязанку дров в город его встретил знаменитый философ Демокрит. Он поразился то ли способу каким были сложены дрова, то ли использованному для переноски грузов устройству. Демокрит предложил Протагору стать его учеником. Эта случайная встреча и определила дальнейшую судьбу Протагора. Согласно оценкам современных учёных данная история недостоверна и представляет анахронизм. Протагор был на 20—30 лет старше Демокрита. Эпикур, к сочинениям которого по всей видимости восходит легенда, таким образом пытался обвинить Протагора в плагиате, использовании идей Демокрита.
Протагора традиционно относят к первым представителям софистов. Само возникновение софистики связано с именем Протагора, так как он первым из древнегреческих философов стал брать деньги за обучение. Начало преподавательской деятельности Протагора датируют 450-ми годами до н. э. Он неоднократно посещал Афины, где вошёл в близкий круг философов, учёных, драматургов и других примечательных людей Эллады, который сформировался вокруг Перикла и Аспасии. Именно Протагору Перикл поручил написать законы для новой колонии в южной Италии Фурии. Также Протагору приписывают утверждение о спокойствии Перикла после смерти его двух сыновей Ксантиппа и Парала, за что заслужил всенародное уважение. По всей видимости данное утверждение является позднеантичной литературной фикцией.
Около 415 года до н. э. Протагора обвинили в нечестии за утверждение «О богах я не могу знать, есть ли они, нет ли их, потому что слишком многое препятствует такому знанию, — и вопрос темен, и людская жизнь коротка». Философ был изгнан, либо бежал до суда из Афин. Согласно античной традиции, его книги, через глашатая, были конфискованы, а затем сожжены на центральной площади. Достоверность легенды сомнительна, так как в Древней Греции подобные акции не проводились.
По пути из Афин на Сицилию Протагор попал в шторм и погиб. Первым о гибели Протагора в пьесе «Иксион» сообщил его друг Еврипид, и сам спустя несколько лет вынужденный бежать из Афин в Македонию.
Известно, что Демокрит возражал против релятивизма Протагора и отстаивал существование объективной истины.
Протагор придерживался правила: ученик либо платил, сколько назначит сам философ, либо должен был публично в храме присягнуть в своей оценке пользы от обучения и заплатить соответствующее вознаграждение. Некий ученик по договору должен был заплатить гонорар после выигрыша первого дела, но не стал участвовать в судебных тяжбах — ситуация известна как классический парадокс «Протагор и Эватл».

## Учение
Ни одно из его сочинений не уцелело.
С его учением мы знакомимся главным образом по сообщениям Платона и Диогена Лаэртского.
Платон считал, что Протагор был сенсуалистом и учил тому, что мир таков, каким он представлен в чувствах человека. Платоновская точка зрения на Протагора является доминирующей. Дошли такие выражения Протагора:
- «Человек есть мера всех вещей существующих, что они существуют, и несуществующих, что они не существуют» (Платон, Теэтет 152а) (другими словами: поскольку каждый человек есть мера всех вещей, а люди отличаются друг от друга, то не существует объективной истины; именно с этого положения начинается поворот от натурфилософии к человеку и становление греческого антропоцентризма[16]).
- «Как мы чувствуем, так оно и есть на самом деле». «Всё есть таким, каким оно кажется нам»[17].

Протагор указывает на относительность нашего познания, на элемент субъективности в нём.
По замечанию А. Ф. Лосева, субъективизм понимался Протагором как вывод из учения Гераклита (вернее, его последователей) о всеобщей текучести вещей: если всё меняется каждое мгновение, то всё существует лишь постольку, поскольку может быть схвачено индивидом в тот или иной момент; обо всём можно сказать как что-то одно, так одновременно и нечто иное, ему противоречащее. Таким образом, Протагор первым сформулировал принцип изостении, позже взятый на вооружение скептиками: о всяком предмете можно высказать два противоположных друг другу утверждения. Именно этот принцип используется в его известном утверждении: «О богах я не могу знать, есть ли они, нет ли их, ибо многое препятствует [такому] знанию — темнота вопроса и краткость человеческой жизни» (Diogenes Laertius. Vitae philosophorum, IX, 51-52).
Протагор доказывал три утверждения: 1 ничего не существует, 2 если даже что-то и существует, то оно не познаваемо, 3 если даже что-то и существует и познаваемо, то оно невыразимо. Таким образом, Протагор сформулировал три главных проблемы любой философии — как возможно бытие, как возможно познание бытия, как возможно точное представление знания о бытии.

## Сочинения
Ни одно из сочинений Протагора не сохранилось. Об их названиях, как и о самом учении философа, делают выводы на основании упоминаний в сочинениях других авторов. Диоген Лаэртский приводит список произведений Протагора без наиболее известных трактатов. Диоген перечисляет 13 произведений Протагора: «О богах», «Наука спора», «О борьбе», «О знаниях», «О государстве», «О честолюбии», «О добродетелях», «О первоначальном порядке вещей», «О том, что в аиде», «О неправильных людских деяниях», «Наставление», «Судебная речь о жаловании», «Противосуждения в 2 книгах». Одна, с точки зрения А. О. Маковельского более достоверная, версия объясняет это плохой сохранностью первоначального текста. Согласно другой версии эти сочинения были уничтожены и к II—III веку — времени жизни Диогена Лаэртского — не сохранились.
В «Истине», либо «Повергающих наземь доводах» (др.-греч. Καταβάλλοντες) описана онтологическая и эпистемиологическая проблематика. В начале трактата приведено наиболее знаменитое положение учения Протагора: «Человек — мера вещей».
Сочинение «О сущем» было направлено против философии элеатской школы Парменида.
«Антилогии» были посвящены вопросам политики.
Трактат «О борьбе» содержал приёмы аргументации против представителей различных искусств.
«О математических науках» — критические высказывания об основоположниках данной науки.
В сочинении «О богах» нашла отображение мысль о том, что существование богов нельзя ни признавать, ни отрицать.
Содержание трактатов «О добродетелях» и «О первоначальном состоянии» отображено в одноимённом диалоге Платона «Протагор».

## В художественной литературе
Протагор был действующим лицом как минимум в двух древних аттических комедиях — «Конн» Амипсия 423 года до н. э. и «Льстецы» Евполида 421 года до н. э. Евполид охарактеризовал Протагора словами: «Он, заблуждающийся грешник, хвастливо лжёт о небесных явлениях, а ест то, что от земли (добывается)». А. О. Маковельский увидел намёки на личность и учение Протагора в комедии Аристофана «Облака» при высмеивании софистов, а также у Еврипида в «Вакханках»:
Нет, презирать богов не мне, — я смертен.
(200) Да, перед богами тщетно нам мудрить.
Предания отцов, как время, стары,
И где те речи, что низвергнут их,
Хотя бы в высях разума витал ты?

## Память
- Протагору был посвящён одноимённый диалог Платона и такое же произведение Гераклида
- В 1935 г. Международный астрономический союз присвоил имя Протагора кратеру на видимой стороне Луны